# Народна жіноча партія
Народна жіноча партія (тур. Kadınlar Halk Fırkası) ― одна з перших політичних партій Турецької Республіки (заснована навіть раніше, ніж Республіканська народна партія Кемаля Ататюрка). Засновниця ― феміністка і письменниця Незіхе Мухіддін Тепеденленгіл.

## Історія
Коли 1923 році в Туреччині проголосили республіку, Незіхе Мухіддін і ще тринадцять жінок вирішили створити комітет з прав жінок. Хоча підготовка проходила в будинку Незіхе Мухіддін, перше засідання комітету відбулося в конференц-залі Стамбульського університету 15 червня 1923 року. На зборах прийнято рішення про створення політичної партії під назвою «Народна жіноча партія». Партія, очолювана Незіхе Мухіддін, подала клопотання про офіційну реєстрацію раніше від Республіканської народної партії. Вісім місяців потому губернатор відхилив запит і не дав дозволу на створення партії на тій підставі, що «політичне представництво жінок неможливе згідно з законом про вибори 1909 року». У відповідь на це Жіночу народну партію перетворили на асоціацію під назвою «Союз турецьких жінок».
Незіхе Мухіддін була лідеркою Союзу турецьких жінок, організації, яка прагнула «підняти всіх жінок на сучасний рівень шляхом емансипації в інтелектуальних і соціальних сферах». Пізніше, 1924 року, вона власним коштом заснувала журнал Türk Kadın Yolu і випустила 18 його номерів. Зміст журналу присвячувався політичним вимогам жінок.
Попри те, що політичні права жінок 1925 року ще не визнавались, Союз турецьких жінок виставив Незіхе Мухіддін разом з Халіде Едіб на вибори депутатів турецького парламенту. Вони мали на меті вплинути на Великі національні збори Туреччини і громадську думку і привернути увагу до проблеми виборчого права жінок, а також, можливо, внести на порядок денний парламентських зборів питання щодо подальшої емансипації жінок. Однак їх висунення відхилила Республіканська народна партія. За деякими джерелами, виправданням для відхилення політичних вимог Союзу турецьких жінок стало повстання шейха Саїда проти політики секуляризації Ататюрка, яке охопило курдські райони країни.